# گروه سی‌ای‌زد

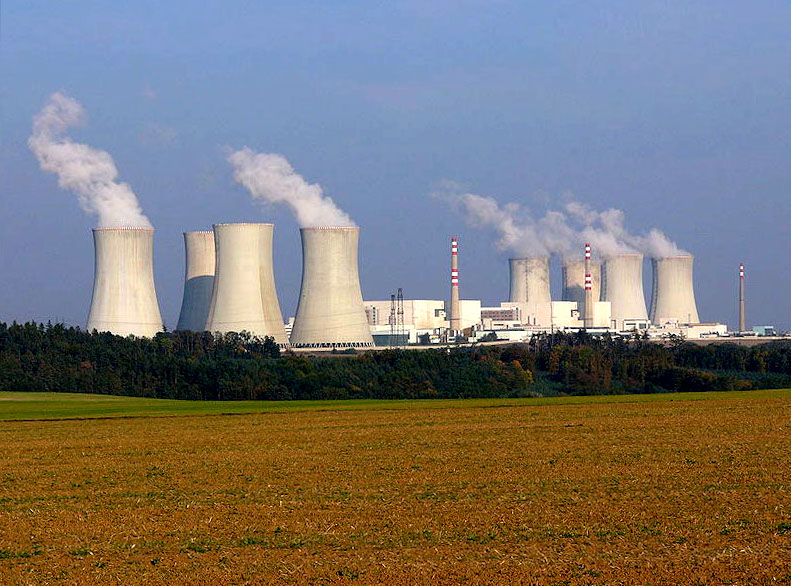
نیروگاه اتمی دوکوانی متعلق به سی‌ای‌زد گروپ

گروه سی‌ای‌زد (به چکی: ČEZ Group) شرکت خوشه‌ای متشکل از ۹۶ شرکت، مستقر در جمهوری چک می‌باشد. فعالیت‌های این شرکت در زمینه استخراج معدن زغال سنگ، توزیع و تولید برق می‌باشد.
شرکت سی‌ای‌زد برق موردنیاز خود را، از طریق ۱۳ نیروگاه سوخت فسیلی، ۷ سایت برق‌آبی (سد آبی)، ۳ نیروگاه تلمبه ذخیره‌ای، ۱ نیروگاه بادی، ۴ نیروگاه خورشیدی و همچنین ۲ نیروگاه هسته‌ای؛ شامل نیروگاه اتمی تملین و نیروگاه اتمی دوکوانی فراهم می‌نماید.
سی‌ای‌زد گروپ دارای عملیات در کشورهای آلبانی، بلغارستان، آلمان، مجارستان، لهستان، رومانی، اسلواکی و ترکیه می‌باشد. بخشی از سهام این شرکت در بازارهای بورس ورشو و بورس فرانکفورت معامله می‌شود.